# Sissí (pel·lícula)
Sissí (títol original: Sissi) és una pel·lícula austríaca dirigida per Ernst Marischka el 1955. Ha estat doblada al català.

## Argument[2]
Isabel de Wittelsbach, anomenada per la seva família Sissi, és la filla del duc Max de Baviera i de la duquessa Lluïsa de Baviera. Té setze anys i ha tingut una infantesa feliç amb els seus germans i germanes. És una jove molt natural, que té un fort caràcter i a qui li agrada la natura. Té una gran complicitat amb el seu pare, amb qui comparteix la passió per l'equitació i l'amor per la natura. Al mes d'agost de 1853, l'arxiduquessa Sofia, mare de l'emperador Francesc Josep, informa la seva germana la duquessa Lluïsa que li agradaria que la germana gran de Sissí, Elena, sigui la futura emperadriu d'Àustria, el qual havia encisat Elena. La duquessa, així que Elena i Sissí marxen a Bad Ischl, Elena ha de trobar l'emperador que celebrarà el seu aniversari, aquest últim anunciarà les seves esposalles amb Elena el mateix vespre. Sissí ignora la raó d'aquest viatge a Bad Ischl, i l'arxiduquessa Sofia refusa que Sissí participi en el ball, o en qualsevol esdeveniment públic, jutjant-la massa jove, i una mica massa díscola.
Mentre que la Duquessa Lluïsa i Elena es preparen per anar a prendre el te amb l'arxiduquessa Sofia, Sissí és castigada per la seva mare que ja no suporta la seva rebel, però desobeeix i salta el mur per anar a pescar, troba llavors per casualitat Francesc Josep, que queda immediatament sota l'encant d'aquesta bonica jove, de la qual ignora la identitat. A les cinc de la mateixa tarda, es troben per anar a passejar pel bosc, i Francesc Josep revela llavors a Sissí que està gelós de l'home amb qui es casarà, i reconeix que l'estima, però li revela igualment que s'ha de casar amb la princesa Elena de Baviera. Sissí s'enfada molt, però no vol ser un obstacle al matrimoni de la seva germana, i fuig deixant Francesc Josep sol al bosc. Quan torna del seu passeig, Elena li reconeix que en el ball, l'emperador anunciarà les seves esposalles amb ella, Sissí que en principi no havia d'anar al ball, hi ha estat convidada, per ser veïna de taula d'un príncep que arriba a l'últim minut... Està finalment obligada a anar al ball, i és on Francesc Josep descobreix la seva identitat, i és molt feliç tornar a veure l'encantadora desconeguda de Possenhofen, en el moment del ball Sissí està molt incòmoda, l'emperador li reconeix llavors encara una vegada que l'estima, i vol casar-se amb ella, aquesta última el refusa, per por d'entristir la seva germana. Però Francesc Josep no té en compte l'opinió de Sissí, i anunci a la seva mare l'arxiduquessa Sofia, la seva intenció de casar-se amb la jove Princesa de setze anys, malgrat el desacord de la seva mare, no canvia d'opinió, i és a Sissí a qui ofereix les flors per al ball del cotilló, anunciant oficialment les seves esposalles amb aquesta última. Elena es trenca de tristesa i deixa el ball en un mar de llàgrimes, Sissí es queixa d'haver estat situada davant els fets consumats però se sotmet al desig de Francesc Josep, a qui estima malgrat tot.
El matrimoni es prepara, però Sissí no és feliç d'estar promesa, culpabilitza Elena, la seva mare intenta tranquil·litzar-la dient-li que és a ella a qui Francesc Josep estima i que ha de ser feliç. Elena tornarà finalment a Possenhofen i tranquil·litza Sissí, ella no l'estima, i li desitja una gran felicitat. El 20 d'abril de 1854, Sissí és presentada al poble austríac que l'acull amb molta alegria. El 24 d'abril el matrimoni és celebrat a l'església dels Agustins, on Sissí es converteix en l'emperadriu d'Àustria.

## Repartiment
- Romy Schneider: Príncesa Elisabeth de Baviera anomenada Sissí
- Karlheinz Böhm: Francesc Josep I d'Àustria anomenat Franz
- Magda Schneider: la duquessa Lluïsa de Baviera
- Gustav Knuth: el duc Max de Baviera
- Uta Franz: la princesa Elena
- Peter Weck: l'arxiduc Carles Lluís d'Àustria
- Vilma Degischer: l'arxiduquessa Sofia de Baviera
- Erich Nikowitz: l'arxiduc Franz-Karl
- Josef Meinrad: el comandant Böckl

## Al voltant de la pel·lícula
- A més a més de les creacions d'Anton Profes, l'acompanyament musical comprèn nombroses obres clàssiques, entre les quals diversos valsos de Johann Strauss i l'Al·leluia del Messies de Georg Friedrich Haendel.
- La pel·lícula forma part d'un tríptic amb Sissí, emperadriu (1956) i Sissi de cara al seu destí (1957).
- Vuit anys més tard, a la pel·lícula  El Cardenal (1963) dirigida per Otto Preminger, Romy Schneider trobarà els actors de Sissí següents:
  - Josef Meinrad (el matusser comandant Böckl, futur guarda del cos de Sissi) hi interpreta l'arquebisbe vienès Theodor Innitzer, que es fa en principi amb els nazis abans d'adonar-se que ha estat manipulat.
  - Peter Weck (l'arxiduc Carles Lluís d'Habsbourg, germà de l'emperador Francesc Josep, cunyat de Sissí i enamorat d'ella en la seva tendra joventut) interpreta Kurt Von Hartman, el marit d'Annemarie von Hartman (Romy Schneider), un banquer vienès que se suïcida davant eu quan la Gestapo va a detenir-lo per la seva ascendència jueva.
  - Vilma Degischer (l'arxiduquessa Sophie, mare de l'emperador, sogra de Sissí) hi interpreta la germana Wilhelmina, una monja vienesa que, a petició del bisbe Fermoyle (Tom Tryon), acollirà Annemarie von Hartman (Romy Schneider) abans que aquesta es lliuri als nazis.